# Palmarès della Juventus Football Club
(Fédération Internationale de Football Association, 20 novembre 2006)

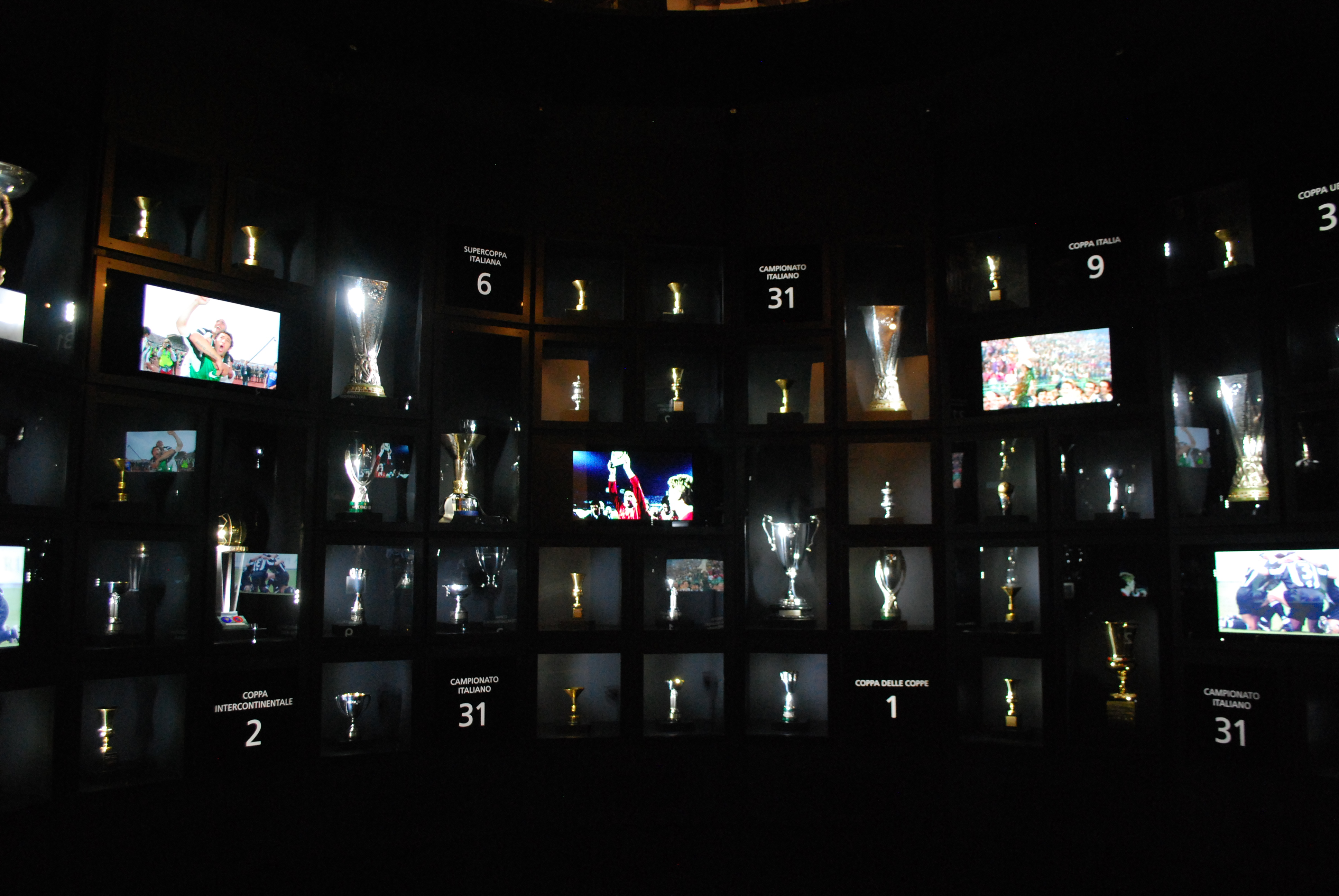
Una veduta della sala trofei al J-Museum con parte dei titoli vinti dalla Juventus (al 2013)

Il palmarès della Juventus Football Club, società calcistica italiana per azioni con sede a Torino, è uno dei più prestigiosi a livello mondiale. Esso riporta numerosi trofei nazionali e internazionali sia a livello professionistico sia a livello giovanile. Il primo titolo vinto nella storia juventina è stato la Coppa del Ministero della Pubblica Istruzione nel 1900, alloro raggiunto con il nome di Foot-Ball Club Juventus. La conquista del suo primo trofeo in ambito federale accadde cinque anni più tardi con la vittoria nella seconda edizione del campionato di Prima Categoria, mentre la Coppa Italia, istituita negli anni 1920 e riproposta nel quindicennio successivo, è stata vinta per la prima volta nel 1938.
Il primo trofeo internazionale in assoluto vinto dalla squadra piemontese è stato la Coppa delle Alpi nel 1963, mentre il primo titolo in ambito confederale fu rappresentato dalla Coppa UEFA nella stagione 1976-1977. I primi trofei in assoluto vinti dalle proprie divisioni minori sono stati ottenuti in due manifestazioni internazionali: il Torneo di Viareggio e il Torneo di San Remo U-19, entrambi vinte nel 1961.
La prima squadra della Juventus ha conquistato trofei ufficiali durante tutto il corso della propria storia e in modo pressoché stabile dagli anni 1950, dopo che il club acquisì una dimensione aziendale a capitale interamente privato. A testimonianza del suo riconoscimento in ambito sportivo, la Juventus ha ottenuto numerosi premi organizzati dalla stampa specializzata nonché da associazioni nazionali e internazionali ed è stata insignita di diverse onorificenze conferite dal Comitato olimpico nazionale italiano (CONI); inoltre, è stata inserita dalla Federazione internazionale di calcio (FIFA) al settimo posto (prima italiana) nella classifica secolare sui migliori club al mondo, oltreché nominata dalla Federazione Internazionale di Storia e Statistica del Calcio, organizzazione riconosciuta dalla FIFA, come il migliore club italiano, e il secondo a livello europeo dopo il Real Madrid, del XX secolo.

## Prima squadra
(Juventus. 110 anni a opera d'arte, 2007)

Michel Platini e Gaetano Scirea con la Coppa Intercontinentale 1985, che fece della Juventus la prima squadra a vincere tutte le competizioni maschili a livello confederale

Fabrizio Ravanelli solleva la Supercoppa italiana 1995, successo con cui il club torinese mise in bacheca tutti i maggiori trofei nazionali.

La Juventus è la società calcistica più titolata e con maggior tradizione sportiva d'Italia, nonché una delle più blasonate al mondo. Vincitrice del suo primo trofeo ufficiale nel 1905, la Juventus è il club di maggiore successo nel campionato nazionale oltreché il terzo in ordine cronologico a laurearsi campione d'Italia, essendosi aggiudicata la competizione in 36 occasioni, compresa la striscia record di nove titoli consecutivi (dal 2012 al 2020); inoltre nel 2015-2016, bissando la squadra del Quinquennio d'oro (1931-1935), diventò la prima formazione nella storia del calcio italiano a mettere assieme in due periodi diversi cinque edizioni di fila del massimo campionato.
La squadra torinese è quella col maggior numero di titoli vinti in Coppa Italia, principale competizione a eliminazione diretta del Paese (15), il cui primo titolo risale al 1938, divenendo la quarta formazione ad ottenerlo. Nel 1960 riuscì a difendere con successo il trofeo, primo club nel farlo, e nel 2017 divenne anche il primo ad aggiudicarsi il torneo per due edizioni di fila; inoltre estende il record di titoli vinti consecutivamente a quattro con la vittoria – senza subire reti nell'arco del torneo, prima squadra capace di farlo –, dell'edizione 2017-2018. Il club vanta anche il record di allori nella Supercoppa di Lega (9, tra il 1995 e il 2020), trofeo vinto consecutivamente nelle edizioni disputatesi nei bienni 2002-2003 e 2012-2013; per un totale di 60 vittorie durante la militanza al vertice della piramide sportiva nazionale (anch'esso primato), cui vanno sommate 11 vittorie in tornei internazionali che ne fanno complessivamente il club italiano con il maggiore numero di titoli ufficiali vinti: 71. La Juventus detiene anche il primato italiano di double (ovvero la vittoria in una stessa stagione sia del campionato di massima serie sia della principale coppa nazionale) con 6, conseguita nelle annate 1959-1960, 1994-1995, 2014-2015, 2015-2016, 2016-2017 e 2017-2018; inoltre nel 2015-2016, con l'aggiunta del successo nella Supercoppa italiana per la prima volta nella sua storia – seconda dopo l'Inter 2005-2006 – ha vinto tutte e tre le competizioni stagionali organizzate dalla Lega Nazionale Professionisti Serie A (LNPA), mentre nel 2016-2017 divenne il primo club italiano a inanellare consecutivamente tre double, un primato migliorato nella stagione successiva.
Vincitrice del suo primo trofeo internazionale ufficiale nel 1977 (Coppa UEFA, nella circostanza conquistata per la prima volta da un club italiano e, in generale, dell'Europa meridionale), i suoi 11 trofei vinti in competizioni a livello confederale e FIFA, tra cui due Coppe dei Campioni/Champions League (1985 e 1996) e altrettante Coppe Intercontinentali (1985 e 1996), la rendono il secondo club italiano per vittorie, il sesto in Europa e il dodicesimo nel mondo. La Juventus, uno degli unici tre club italiani ad avere realizzato in due occasioni la cosiddetta «doppietta internazionale» con i successi in campionato e Coppa UEFA, nonché campionato e Coppa delle Coppe, rispettivamente nelle stagioni 1976-1977 e 1983-1984, raggiunse nella stagione 1989-1990 l'allora record di titoli vinti in Coppa UEFA (nota come Europa League dall'edizione 2009-2010), diventando la prima squadra italiana a farlo e, tre anni più tardi, la prima in assoluto a vincere tale competizione per la terza volta: tale traguardo è il massimo ottenuto da una formazione italiana, un primato che condivide con l'Inter, mentre in ambito confederale è, assieme ai succitati meneghini, agli inglesi del Liverpool e gli spagnoli dell'Atlético Madrid, seconda dietro ai soli spagnoli del Siviglia (7).
Ulteriormente la Juventus divenne la prima squadra italiana a conquistare la Supercoppa UEFA (1984) e, nel dicembre del 1985, la prima europea a vincere la Coppa Intercontinentale sotto la rinnovata formula introdotta cinque anni prima dal comitato organizzatore UEFA-CONMEBOL. Nel gennaio 1997 centrò per la prima volta il treble di successi internazionali con i suoi trionfi in Champions League 1995-1996, Coppa Intercontinentale e Supercoppa UEFA 1996.
Infine è una delle quattro squadre italiane – assieme a Bologna, Udinese e Perugia – ad avere vinto la Coppa Intertoto UEFA, competizione messa in palio dalla confederazione europea dal 1995 al 2008.
Dalla sua affiliazione alla Federazione Italiana Foot-Ball (1900), solo negli anni 1890 (dove disputò un solo campionato) e 1910 (solo sei, in ragione della sospensione alle attività federali per il coinvolgimento del Paese nella prima guerra mondiale) il club non ha vinto alcun trofeo ufficiale maschile, un primato nazionale inferiore solo a quello dell'Inter (quest'ultima priva di successi soltanto negli anni 1940). Ciononostante i suoi periodi più vittoriosi sono essenzialmente cinque: il sopracitato Quinquennio d'oro degli anni 1930, l'era del Trio Magico (1957-1961), la presidenza di Giampiero Boniperti (principalmente tra 1971 e 1986), il periodo della Triade (1994-2006) e la presidenza di Andrea Agnelli (principalmente dal 2011); gli anni 2010 annoverano il maggiore numero di trofei vinti dalla Juventus, diciotto, seguiti ex aequo dagli anni 1980 e 1990 (undici ciascuno).

### Competizioni ufficiali
71 trofei

#### Competizioni nazionali
60 trofei
|  | Titolo/i                           | Anno/i |
|  | ---------------------------------- | --- |
|  | Campionato italiano di Serie A: 36 | 1905; 1925-1926; 1930-1931; 1931-1932; 1932-1933; 1933-1934; 1934-1935; 1949-1950; 1951-1952; 1957-1958 1959-1960; 1960-1961; 1966-1967; 1971-1972; 1972-1973; 1974-1975; 1976-1977; 1977-1978; 1980-1981; 1981-1982 1983-1984; 1985-1986; 1994-1995; 1996-1997; 1997-1998; 2001-2002; 2002-2003; 2011-2012; 2012-2013; 2013-2014 2014-2015; 2015-2016; 2016-2017; 2017-2018; 2018-2019; 2019-2020 |
|  | Coppa Italia: 15                   | 1937-1938; 1941-1942; 1958-1959; 1959-1960; 1964-1965; 1978-1979; 1982-1983; 1989-1990; 1994-1995; 2014-2015 2015-2016; 2016-2017; 2017-2018; 2020-2021; 2023-2024 |
|  | Supercoppa italiana: 9             | 1995; 1997; 2002; 2003; 2012; 2013; 2015; 2018; 2020 |

#### Competizioni internazionali
11 trofei
|  | Titolo/i                                    | Anno/i                          |
|  | ------------------------------------------- | ------------------------------- |
|  | Coppa Intercontinentale: 2                  | 1985; 1996                      |
|  | Coppa dei Campioni/UEFA Champions League: 2 | 1984-1985; 1995-1996            |
|  | Coppa delle Coppe UEFA: 1                   | 1983-1984                       |
|  | Coppa UEFA: 3                               | 1976-1977; 1989-1990; 1992-1993 |
|  | Supercoppa UEFA: 2                          | 1984; 1996                      |
|  | Coppa Intertoto UEFA: 1                     | 1999                            |

### Altre competizioni

#### Competizioni nazionali
- Campionato italiano di Serie B: 1

2006-2007
- Campionato Federale di Prima Categoria: 1[28]

1908
- Campionato Italiano di Prima Categoria: 1[28]

1909
- Coppa del Ministero della Pubblica Istruzione: 3

1900; 1901; 1902
- Medaglia del Comune della Città di Torino: 1

1901
- Coppa Città di Saluzzo: 2

1901; 1902
- Gonfalone d'onore del Comune d'Asti: 1

1902
- Coppa Città di Torino: 2

1902; 1903
- Torneo di Trino Vercellese: 1

1903
- Coppa Luigi Bozino: 2

1905; 1906
- Coppa Luserna San Giovanni: 1

1907
- Palla d'Argento Henry Dapples: 2

1908
- Coppa Biella: 1

1909
- Palla d'oro Moët et Chandon: 7

1910 (edizioni 3, 4, 5); 1911 (edizioni 6, 7, 8, 9)
- Torneo FIAT: 1

1945
- Coppa Pio Marchi: 1

1945
- Coppa Renato Dall'Ara[30]: 10

1964-1965; 1978-1979; 1982-1983; 1989-1990; 1994-1995; 2014-2015; 2015-2016; 2016-2017; 2017-2018; 2020-2021

#### Competizioni internazionali
- Coppa Universitaria: 1

1904
- Tournoi de Pentecôte de l'US Suisse Paris: 1

1923
- Coppa delle Alpi: 1

1963
- Coppa dell'Amicizia: 1

1963-1965
- TOYOTA Cup[33]: 2

1985; 1996

### Competizioni amichevoli

#### Competizioni nazionali
- Coppa Barattia: 1

1932
- Torneo di Palermo: 1

1991
- Trofeo Luigi Berlusconi: 11

1991; 1995; 1998; 1999; 2000; 2001; 2003; 2004; 2010; 2012; 2021
- Memorial Giorgio Calleri: 1

1994
- Trofeo Birra Moretti: 6

1997; 2000; 2003; 2004; 2006; 2008
- Trofeo Valle d'Aosta: 2

2002; 2003
- Trofeo RAI: 1

2007
- Trofeo TIM: 1

2009
- Trofeo Lugaresi: 1

2014
- Trofeo Bortolotti: 1

2025

#### Competizioni internazionali
- Torneo Città di Torino: 1

1964
- Mundialito per club[37]: 1

1983
- Memorial Pier Cesare Baretti: 2

1992; 1993
- Memorial Valenti: 2

1992; 1993
- Coppa Sívori: 1

1994
- Triangolare di Saint-Vincent: 1

1995
- Torneo Mistru: 1

1997
- Coppa del Centenario - Trofeo Repubblica di San Marino: 1

1997
- Trofeo Repubblica di Malta: 1

1998
- Trofeo Repubblica di San Marino: 3

1998; 2001; 2002
- Trofeo Gamper: 1

2005
- SKYLINE Performance.Art Cup: 1

2005
- Trofeo Centenario del Benfica: 1

2005
- Kjeld Rasmussen Cup: 1

2008
- A League All Star Game: 1

2014
- Indonesia Super League All-Star Game: 1

2014
- Super Mecz: 1

2015
- International Champions Cup: 1

2016
- Betway Cup: 1

2016
- International Challenge Cup: 1

2016
- MLS All-Star Game: 1

2018

### Altri piazzamenti

#### Competizioni nazionali

##### Competizioni ufficiali
- Campionato italiano di Serie A

Secondo posto: 1903; 1904; 1906; 1937-1938; 1945-1946; 1946-1947; 1947-1948; 1952-1953; 1953-1954; 1962-1963; 1973-1974; 1975-1976; 1979-1980; 1982-1983; 1986-1987; 1991-1992; 1993-1994; 1995-1996; 1999-2000; 2000-2001; 2008-2009
Terzo posto: 1909-1910; 1926-1927; 1927-1928; 1929-1930; 1939-1940; 1942-1943; 1950-1951; 1967-1968; 1969-1970; 1978-1979; 2003-2004; 2007-2008; 2023-2024
Semifinalista: 1901
- Coppa Italia

Finalista: 1972-1973; 1991-1992; 2001-2002; 2003-2004; 2011-2012; 2019-2020; 2021-2022
Semifinale: 1939-1940; 1958; 1960-1961; 1961-1962; 1963-1964; 1965-1966; 1966-1967; 1979-1980; 1980-1981; 1987-1988; 1992-1993; 1997-1998; 2008-2009; 2012-2013; 2022-2023
- Supercoppa italiana

Finalista: 1990; 1998; 2005; 2014; 2016; 2017; 2019; 2021
Semifinalista: 2024

##### Altre competizioni
- Coppa Federale

Secondo posto: 1915-1916
- Trofeo Nazionale di Lega Armando Picchi

Terzo posto: 1971
- Torneo di Capodanno

Finalista: 1981

#### Competizioni internazionali

##### Competizioni ufficiali
- Coppa Intercontinentale

Finalista: 1973
- Coppa dei Campioni/UEFA Champions League

Finalista: 1972-1973; 1982-1983; 1996-1997; 1997-1998; 2002-2003; 2014-2015; 2016-2017
Semifinalista: 1967-1968; 1977-1978; 1998-1999
- Coppa delle Coppe UEFA

Semifinalista: 1979-1980; 1990-1991
- Coppa UEFA/UEFA Europa League

Finalista: 1994-1995
Semifinalista: 1974-1975; 2013-2014; 2022-2023

##### Altre competizioni
- Coppa delle Alpi

Finalista: 1966
- Sir Thomas Lipton Trophy

Finalista: 1911
- Coppa dell'Europa Centrale

Semifinalista: 1932; 1933; 1934; 1935; 1938
- Torneo Internazionale dei Club Campioni

Finalista: 1951
- Coppa Latina

Terzo posto: 1952
- Coppa delle Fiere[51]

Finalista: 1964-1965; 1970-1971

## Seconda squadra

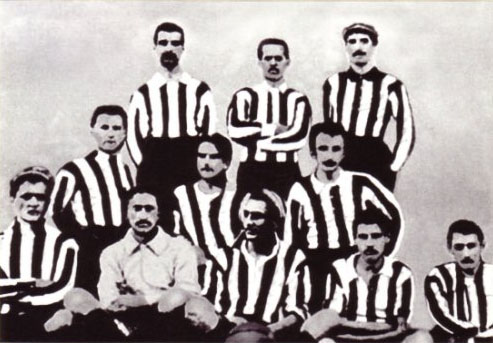
La squadra riserve juventina vincitrice del campionato di Seconda Categoria 1905

### Squadra riserve
- Campionato italiano di Seconda Categoria: 1

1905
- Campionato De Martino: 1

1959-1960

### Squadra U23
- Coppa Italia Serie C: 1

2019-2020

## Settore giovanile
La sezione giovanile della Juventus è una delle più vittoriose della sua categoria sia a livello nazionale (potendo vantare 9 titoli di campione d'Italia) sia internazionale, con più di 100 trofei ufficiali, tra i quali alcuni relativi alle competizioni più importanti al mondo nella categoria. Finalista alla Blue Stars/FIFA Youth Cup nel 1962 e semifinalista alla UEFA Youth League nel 2021-2022, nell'agosto del 2007 la squadra under 19 della Juventus partecipò all'edizione inaugurale della Champions Youth Cup in Malaysia, sorta di campionato mondiale per club giovanili organizzato dal G-14, classificandosi al secondo posto finale con la miglior difesa del torneo.

### Squadra U19/20 (Primavera)
A livello nazionale la squadra under 19/20, precedentemente denominata Primavera, partecipa al Campionato Primavera, competizione in cui è la quinta squadra per titoli vinti a pari merito con l'Atalanta (4), e alla Coppa Italia Primavera, competizione in cui risulta quinta per numero di vittorie (4). Inoltre detiene il primato di trionfi nella Supercoppa Primavera (3). In ambito internazionale partecipa ogni anno al Torneo di Viareggio, uno dei tornei giovanili più prestigiosi al mondo, riconosciuto ufficialmente da CONI, FIFA, FIGC e UEFA. Nella citata competizione vanta il primato di vittorie consecutive (tre dal 2003 al 2005) nonché quello di finali raggiunte consecutivamente (quattro, disputate nel periodo tra il 2003 e il 2006).
Complessivamente, a tutto l'aprile 2023, la Juventus occupa a pari merito con il Milan il primo posto generale per numero di trofei vinti nel torneo (9), oltre ad avere disputato la finale in quattordici edizioni, preceduta in questa speciale classifica solo dalla Fiorentina (17) e dalla citata squadra meneghina (16).
La squadra U-19 bianconera ha presso parte nella UEFA Youth League, torneo in cui disputò le semifinali nella stagione 2021-2022, il massimo turno raggiunto finora da una formazione italiana.
Infine, la compagine torinese detiene anche il primato di vittorie nel Torneo Memorial Filippo De Cecco con tre successi su cinque edizioni disputate.

#### Competizioni nazionali
- Campionato Primavera: 4

1962-1963; 1971-1972; 1993-1994; 2005-2006
- Coppa Italia Primavera: 4

1994-1995; 2003-2004; 2006-2007; 2012-2013
- Supercoppa Primavera: 3

2006; 2007; 2013
- Torneo Memorial Ilio Viscusi: 2

2011; 2012
- Torneo Città di Ostuni: 1

2013
- Torneo Memorial Mamma Cairo: 1

2013

#### Competizioni internazionali

La squadra Primavera juventina vincitrice del Torneo di Viareggio 1994

- Torneo di Viareggio: 9  (record condiviso con il Milan)

1961; 1994; 2003; 2004; 2005; 2009; 2010; 2012; 2016
- Torneo Internazionale Giovanile Città di Gubbio: 1

2003
- Torneo Memorial Filippo De Cecco: 3

2004-2005; 2005-2006; 2007-2008
- Torneo Memorial Giorgio Lago: 2

2007; 2008
- Torneo di Aesch: 1

2022

### Squadra U18
La squadra under 18, precedentemente denominata Berretti, ha partecipato ogni anno al Campionato Nazionale Dante Berretti fino alla sua soppressione nel 2020, competizione dove è quarta tra le squadre col maggior numero di vittorie (tre, a pari merito con la Fiorentina)..
Non ha mai partecipato al Campionato Nazionale Under-18, istituito dopo la soppressione del Berretti.

#### Competizioni nazionali
- Torneo Memorial Paolo Ferraris: 4

1989; 1996; 2001; 2009
- Campionato nazionale Dante Berretti: 3

2001-2002; 2003-2004; 2004-2005

#### Competizioni internazionali
- Torneo Internazionale Città di Ortona: 1

1992
- Torneo Memorial Claudio Sassi-Sassuolo Under-18: 2

2000; 2008
- Torneo Internazionale di Salice Terme: 1

2003

### Squadra U17
La squadra under 17, precedentemente denominata Allievi Nazionali, partecipa al Campionato Nazionale Under-17, che ha vinto nella stagione 2005-2006, nonché al Torneo Internazionale "Maggioni-Righi", dove ha il primato di trofei vinti (5) e ha anche il maggior numero di presenze (24). La Juventus è prima nella graduatoria per vittorie nel Torneo Città di Arco – una delle principali manifestazioni a livello under 16 – con 7 titoli in bacheca e detiene anche il primato di finali disputate nel torneo (10).
La Juventus è il secondo club di maggiore successo (6 titoli) dopo l'Inter (a quota 8 vittorie) nel Torneo Internazionale Carlin's Boys, uno dei principali campionati al mondo a livello U-17 riconosciuti dalla FIFA, nonché il più antico campionato giovanile organizzato in Italia. Inoltre la Juventus detiene il primato di finali raggiunte nella competizione (16).

##### Competizioni nazionali

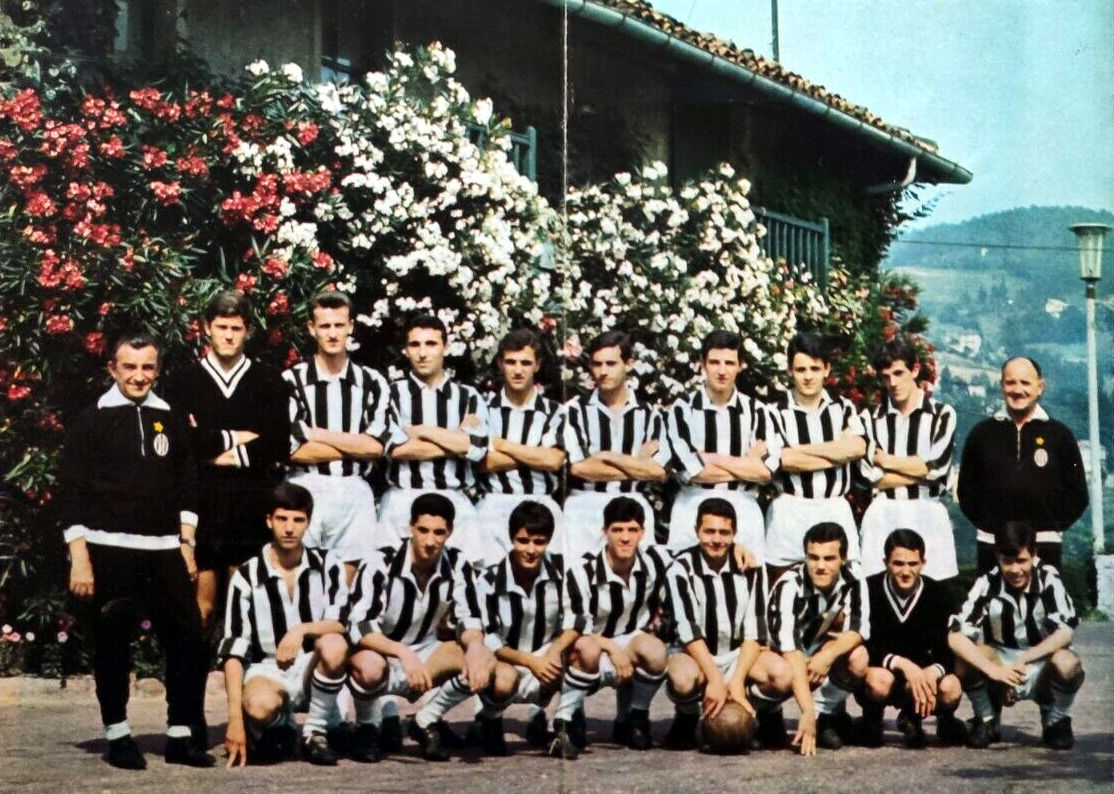
La squadra Allievi juventina per la prima volta campione d'Italia nella stagione 1964-1965

- Campionato Allievi Professionisti: 4

1964-1965; 1970-1971; 1973-1974; 1974-1975
- Campionato Allievi Nazionali: 1

2005-2006
- Memorial Vitulano: 2

2009; 2015

##### Competizioni internazionali
- Torneo Internazionale Carlin's Boys: 6

1961; 1965; 1967; 1997; 1998; 2004
- Torneo Internazionale Maggioni-Righi[74]: 6

1979; 1980; 1996; 1998; 2004; 2024
- Torneo Città di Arco Beppe Viola: 7

1983; 1984; 1991; 1996; 2007; 2014; 2015
- Coppa Gaetano Scirea: 4

2003; 2008; 2011; 2019
- Torneo Internazionale Città di Gradisca - Trofeo Nereo Rocco: 1

2005
- Future Cup: 1

2019

### Squadra U16
La squadra under 16, precedentemente denominata Allievi Regionali, partecipa al Campionato Nazionale Under-16, che ha vinto nella stagione 2024-2025.

##### Competizioni nazionali
- Campionato Nazionale Under-16: 1

2024-2025

### Squadra U15
La squadra under 15, precedentemente denominata Giovanissimi Nazionali, partecipa al Campionato Nazionale Under-15, che ha vinto due volte.

#### Competizioni nazionali
- Campionato Nazionale Under-15: 2

1997-1998; 2016-2017
- Supercoppa Under-15: 1

2017
- Memorial Pietro Martinelli: 7

2002; 2005; 2006; 2011; 2014; 2015; 2016

## Riconoscimenti
Si riporta una lista di diversi premi e riconoscimenti, in ordine cronologico, conferiti alla Juventus da parte delle organizzazioni calcistiche, storico-sportive e di stampa in base ai suoi risultati sportivi nel corso degli anni.

### A livello nazionale
- Premiata quale Squadra sportiva italiana dell'anno dal quotidiano italiano La Gazzetta dello Sport: 5[77][78][79]

1985; 1996; 2013; 2015; 2017
- Premiata quale Squadra italiana dell'anno dall'Associazione Italiana Calciatori: 9[80]

1997; 1998; 2012; 2013; 2014; 2015; 2016; 2017; 2018
- Premiata quale Sportivo piemontese dell'anno dall'Unione stampa sportiva italiana: 4[81][82][83][84]

2012; 2013; 2014; 2018

### A livello internazionale
- Premiata quale Squadra europea dell'anno dalla rivista francese France Football: 2[85][86]

1977; 1990
- Inserita al primo posto del ranking dei club per coefficiente dall'Unione delle Federazioni Calcistiche Europee (UEFA)[87]

Durante sette stagioni dall'istituzione del ranking nel 1979
- Premiata quale Squadra sportiva mondiale dell'anno dal quotidiano italiano La Gazzetta dello Sport: 1[77]

1985
- Premiata quale Squadra sportiva mondiale dell'anno dall'Association internationale de la presse sportive (AIPS): 2[88]

Periodi 1984-1985 e 1985-1986
- Inserita al primo posto del ranking mondiale per club dall'International Federation of Football History and Statistics (IFFHS)[89]

In sedici occasioni dall'istituzione del ranking nel 1991
- Premiata quale Squadra mondiale dell'anno dall'IFFHS: 2[90]

1993; 1996
- Nominata Campione del secolo del calcio italiano e secondo maggiore club del XX secolo a livello mondiale dalla rivista brasiliana Placar[91]

Novembre 1999
- Proposta di inserimento nella Hall of Champions della International Football Hall of Champions (IFHOC)[92]

2000
- Premiata quale Squadra mondiale del mese dall'IFFHS: 4[93]

Gennaio 2004; Settembre 2005; Gennaio 2012; Dicembre 2012
- Inserita al settimo posto nella classifica dei migliori club della storia del calcio dalla rivista tedesca Kicker-Sportmagazin[94][95]

Marzo 2014
- Inserita al quinto posto nella classifica dei primi cento club nella storia delle competizioni europee dalla rivista francese L'Équipe[96]

Giugno 2015
- Inserita al sesto posto nella classifica dei trenta più grandi club calcistici al mondo dalla rivista francese France Football[97]

Febbraio 2019
- Inserita al sesto posto nella classifica dei primi quaranta club nella storia delle competizioni europee dall'emittente inglese BBC[98]

Aprile 2020
- Nominata miglior club italiano e sesto miglior club a livello europeo del secondo decennio (periodo 2011-2020) del XXI secolo dall'IFFHS[99]

18 marzo 2021
- Nominata miglior club italiano e sesto miglior club a livello mondiale del secondo decennio (periodo 2011-2020) del XXI secolo dall'IFFHS[100]

23 marzo 2021

#### Inserimenti in liste secolari
- Inserita al settimo posto nella lista dei migliori club del XX secolo a livello mondiale dalla Federazione internazionale di calcio (FIFA)[10]

23 dicembre 2000
- Nominata miglior club italiano e secondo miglior club a livello europeo del XX secolo dall'IFFHS[11]

10 settembre 2009
- Nominata miglior club italiano nell'All-Time Club World Ranking dall'IFFHS[101]

Durante tre anni dall'istituzione del ranking nel 2007

### Altri
- Premiata con la Coppa Umberto Meazza dalla Federazione Italiana Giuoco Calcio (FIGC): 1[102]

1939
- Guerin d'oro alla militanza ininterrotta in Serie A: 1

1987
- Premiata con la Champions of Europe Plaque dalla UEFA: 2[103][104]

2005; 2015
- Premio Gianni Brera allo sportivo dell'anno: 1[105]

2013
- Pitagora d'Argento: 1[106]

2017
- Premio speciale Marco Ansaldo dall'Unione stampa sportiva italiana: 1[107]

2017